# Alchemilla giewontica
Alchemilla giewontica es una especie de planta del género Alchemilla, perteneciente a la familia Rosaceae.

## Taxonomía
Alchemilla giewontica fue descrita por Pawł. en 1957.

## Distribución
Se encuentra en el territorio de los montes Tatras.